# Banda de música militar

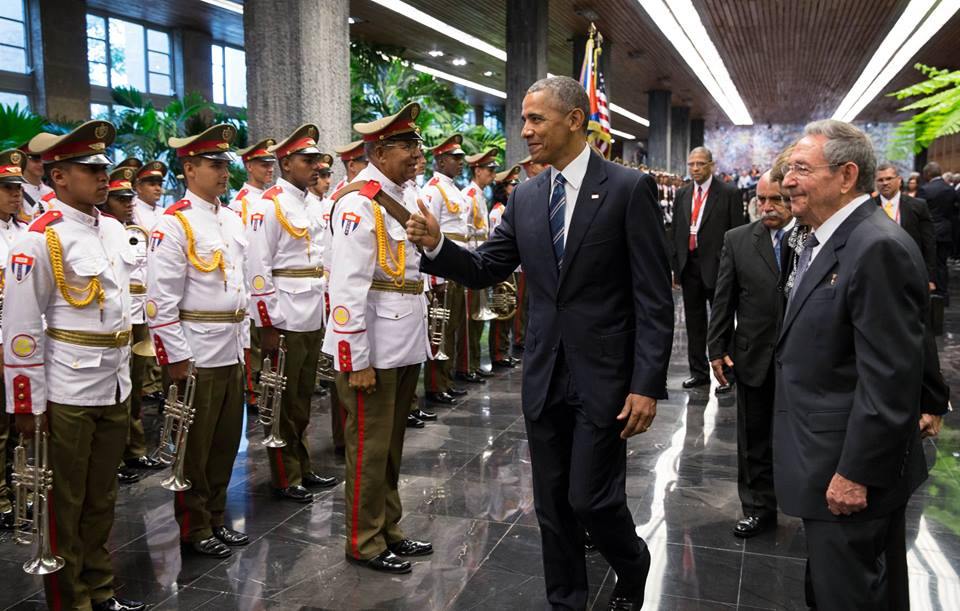
El líder de la Banda de las Fuerzas Armadas Revolucionarias con Barack Obama y Raúl Castro.

Una banda de música militar (también llamada banda militar o banda instrumental) es una agrupación musical encargada de la ejecución de marchas militares para acompañar eventos militares tales como desfiles, ceremonias oficiales, etc. Cada banda es encabezada por un director.

## Composición
Las bandas militares se componen básicamente de instrumentos de viento metal (trompetas, saxofones, trompas, tubas, trombones, etc.), viento madera (oboes y clarinetes) y percusión (caja redoblante, bombo y platillos). Algunas bandas suelen incorporar otros instrumentos, como por ejemplo: gaitas.

## Historia
Los orígenes de las bandas militares organizadas se remontan a la civilización islámica del siglo XI, con la aparición de los primeros conjuntos instrumentales, los cuales tenían la misión de acompañar al sultán. Dichos conjuntos estaban compuestos por músicos ejecutantes de tambores de diversos tamaños, de platillos, de oboes y trompetas, siendo su primera organización atribuida al Imperio Otomano.

## Variaciones según el país
Cada banda de música militar mantiene influencias y estilos basados en modelos militares más influyentes, particularmente de influencias europeas. Así por ejemplo, las bandas militares de los Estados Unidos ocupan un patrón e influencia británicos, pero mezcladas con otras influencias, principalmente francesas y alemanas. Otras bandas (sobre todo latinoamericanas) aplican estilos que varían entre los modelos francés y alemán, en lo relacionado con las formaciones de desfiles y estilos músico-marciales, habiéndose añadido conjuntos adicionales de tambores, con o sin cornetas naturales o clarines. Las bandas europeas emplean sus propios estilos de las culturas musicales de sus respectivos países, con o sin conjuntos de tambores adicionales, existiendo modelos bandísticos nacionales propios o combinados, dependiendo de la tradición militar de cada país.

## Bandas de música militar por país

### Cuba
La Banda de las Fuerzas Armadas Revolucionarias de Cuba es un servicio militar de las Fuerzas Armadas Revolucionarias de Cuba, que brinda todo el apoyo para las funciones del gobierno. La banda se encuentra actualmente bajo la dirección del teniente coronel Ney Miguel Milanés Gálvez (apodado "El Maestro"). El departamento de bandas militares está compuesto por 370 músicos de varias de las siguientes bandas afiliadas:
- Banda de Música del Estado Mayor General de las Fuerzas Armadas Revolucionarias
- Banda de Música de la Unidad Ceremonial de las Fuerzas Armadas Revolucionarias
- Banda de Música del Ministerio del Interior
- Banda del Ejército Oriental
- Banda del Ejército Occidental
- Banda del Ejército Central
- Banda del Colegio Militar José Maceo
- Banda del Colegio Militar Antonio Maceo
- Banda del Instituto Técnico Militar José Martí
- Banda de la Academia Naval de Granma